# Jean Paul Marat
Jean-Paul Marat (24. května 1743 Boudry – 13. července 1793 Paříž; francouzská výslovnost [ʒɑ̃pɔl maʁa], česká výslovnost [mara]) byl francouzský politik, lékař a publicista v období Velké francouzské revoluce. Patřil mezi francouzské kordeliéry a působil jako předseda jejich klubu (Club des Cordeliers).

## Život
Jeho otec Jean Mara (nebo také Jean-Baptiste Mara) byl Švýcar a přednášel na univerzitě v Ženevě medicínu. Matka Louise Cabrol byla francouzskou hugenotkou. Jean-Paul Marat vystudoval medicínu v Ženevě. Následně studoval i ve Francii, kde se seznámil s osvícenskou filozofií. Poté žil nějaký čas v Anglii, kde dostudoval a pracoval jako tiskař a vydavatel. Uveřejnil zde anglicky svou Esej o člověku, kterou v roce 1775 přeložil v Amsterdamu do francouzštiny. Posléze pracoval jako lékař u vojska bratra krále Ludvíka XVI., hraběte z Artois. Intenzivně se také věnoval vědeckému výzkumu ve fyzice a chemii. Zabýval se i filozofií a sociologií.

## Politické působení
Po vypuknutí Velké francouzské revoluce však nechal veškerých výzkumů i praxe lékaře a plně se oddal politice a žurnalistice. Od roku 1789 vydával revoluční deník Přítel lidu. Stal se členem a předsedou klubu kordeliérů a fanatickým zastáncem teroru proti šlechtě a vládnoucím vrstvám.
Po převratu v srpnu 1792, kdy byl zahájen útok na královský palác v Tuileriích, se stal poslancem Národního konventu. Podílel se na zářijových masakrech a jako člen Konventu a poté i Výboru veřejného blaha požadoval zavedení diktatury. Když pak v Konventu začala debata o osudu krále Ludvíka XVI., hned od začátku navrhoval jeho rychlé potrestání bez soudu. Požadoval, aby bylo na krále pohlíženo jako na vlastizrádce a hlasoval pro jeho smrt. Roku 1793 se stal hlavním nepřítelem girondistů, kteří vládli Francii a volal po jejich smrti a svržení.
Od dubna 1793 stál v čele revolučního tribunálu a spolu s ním připravil 2. června 1793 pád girondistů. Dostal se tak na vrchol své moci a ovládl Paříž. Vedl krutý teror proti girondistům a radikalizoval revoluci. 13. července téhož roku byl však krátce před polednem zavražděn girondistkou Marií-Annou Charlottou Corday d'Armont, která ho probodla kuchyňským nožem, když seděl ve vaně zpola kryté deskou, při vyřizování úřední agendy. Koupelí si často mírnil svou kožní chorobu, což bylo všobecně známo. Do jeho domu se Charlotte Cordayová dostala pod záminkou, že Maratovi nese seznamy uprchlých girondistů, které je potřeba zatknout a popravit. Charlotta Cordayová byla následně popravena.
Z Marata se stal symbol revoluce. Brzy po své smrti byl prohlášen za mučedníka svobody.
Roku 1794 byl pohřben v pařížském Pantheonu.
| „ | Násilí je nutné k nastolení řádu, ve kterém násilí již nebude. | “ |

## Památka
O Maratově životě a kariéře vypovídá expozice Muzea francouzské revoluce na zámku ve Vizille v departementu Isère. Před vchodem je bronzová socha sedícího Marata od sochaře Jeana Baffiera (před 1920).

## České překlady
- MARAT, Jean-Paul. Vybrané stati. Překlad Václav Jílek. 1. aut. vyd. Praha: Rovnost, 1952. 99 stran. cnb000405226.

## Galerie

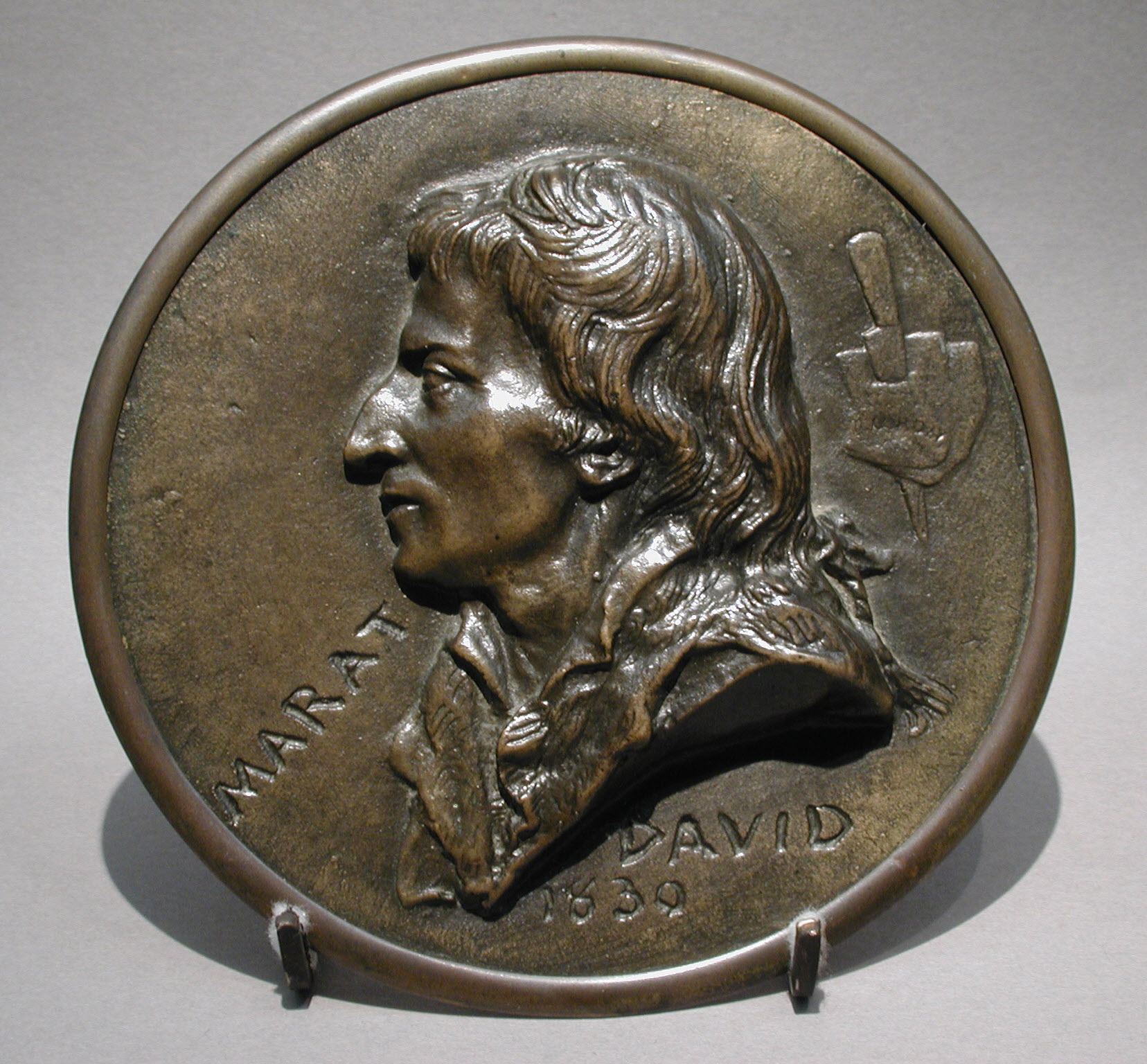
Marat na Davidově medaili 1839
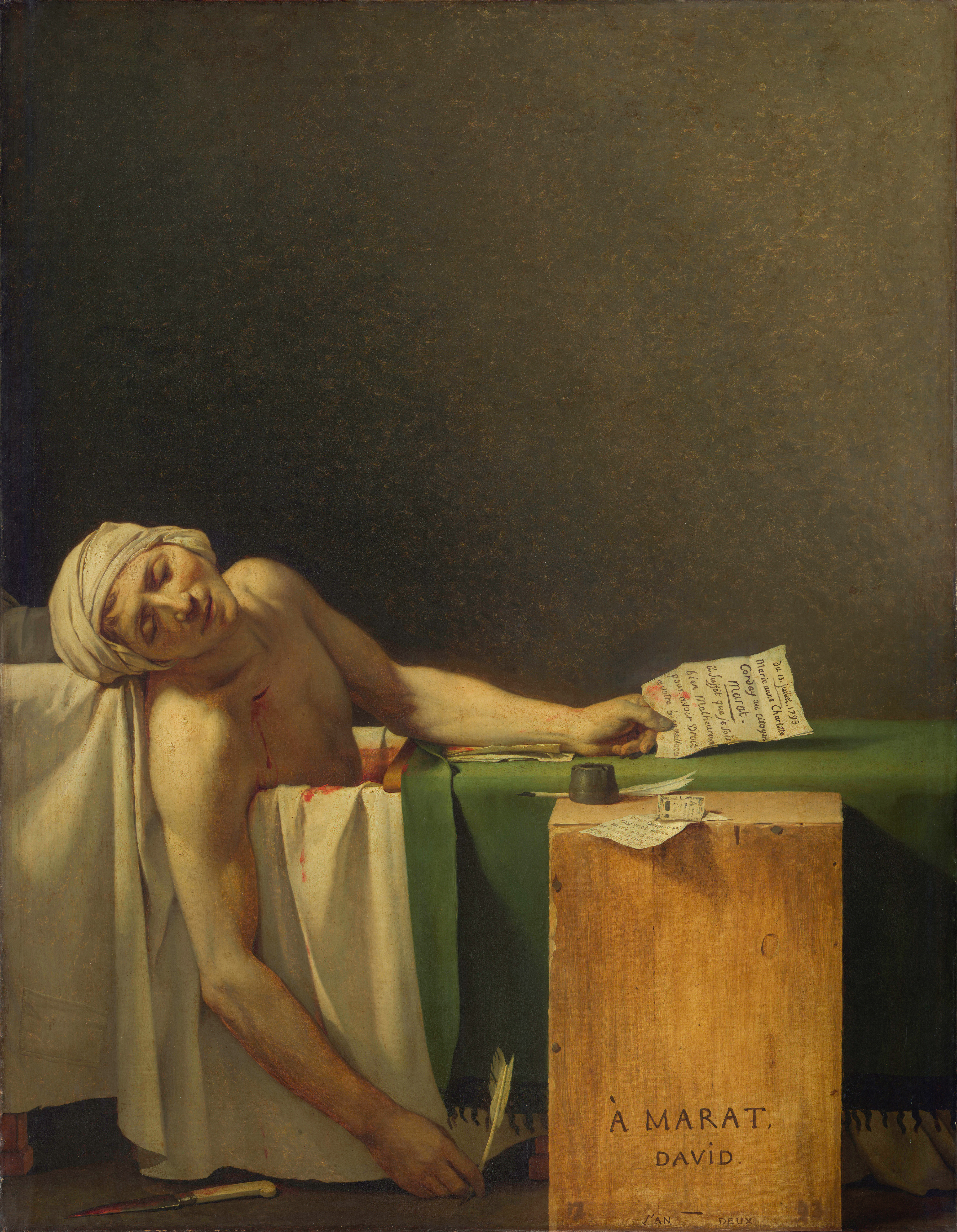
Jacques-Louis David: Maratova smrt, 1793
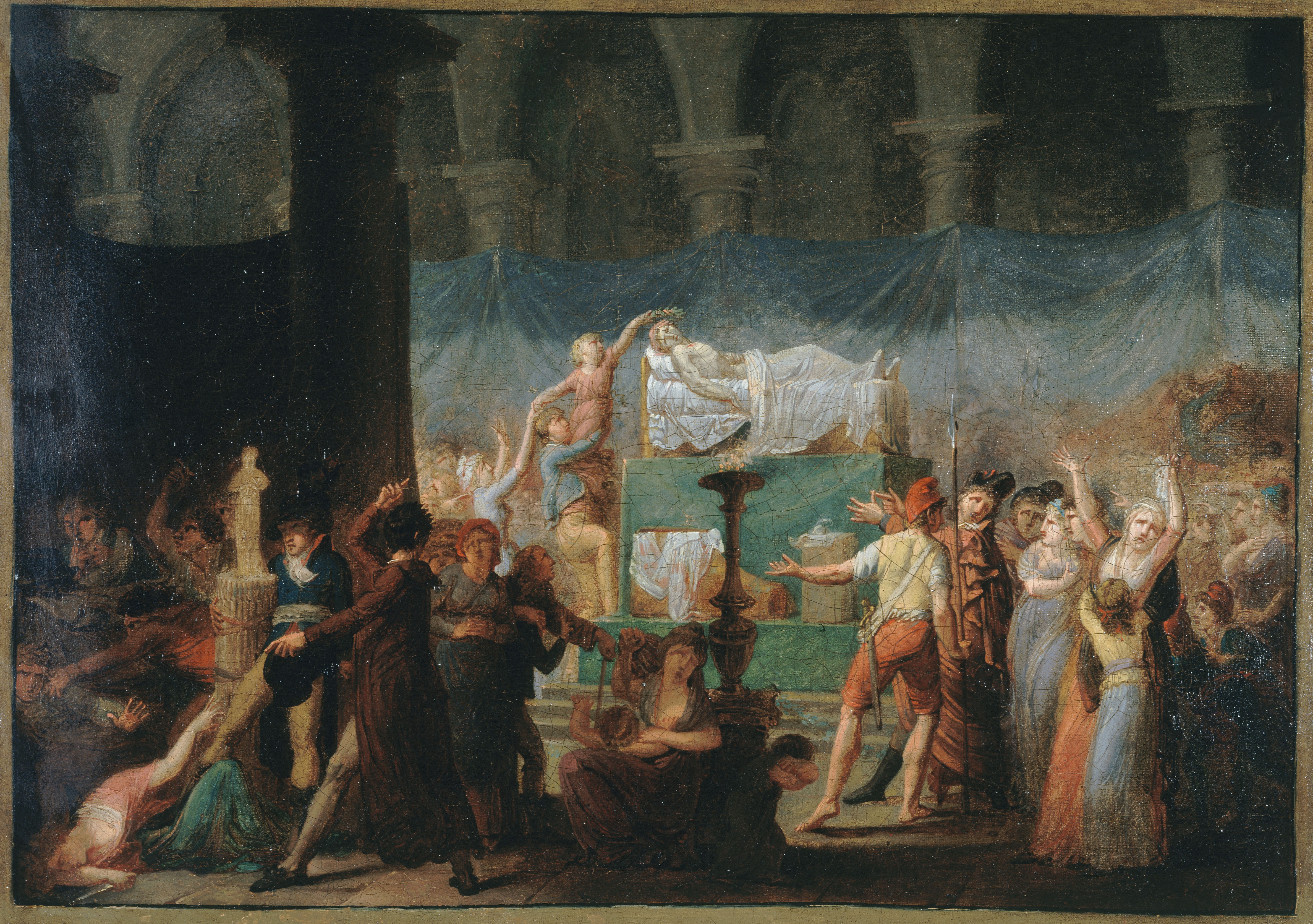
Maratův pohřeb, Fougeat 1793
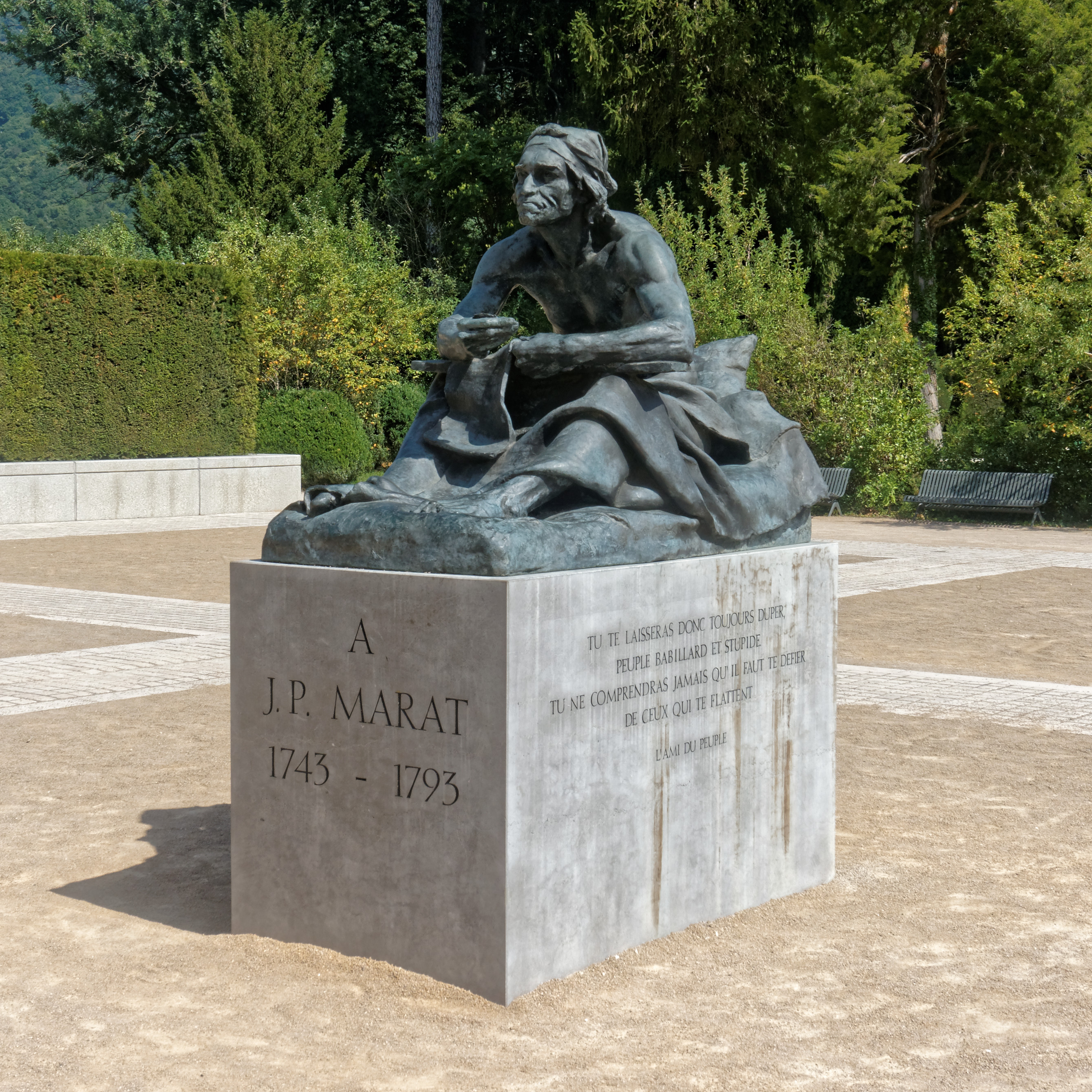
Maratova socha ve Vizille
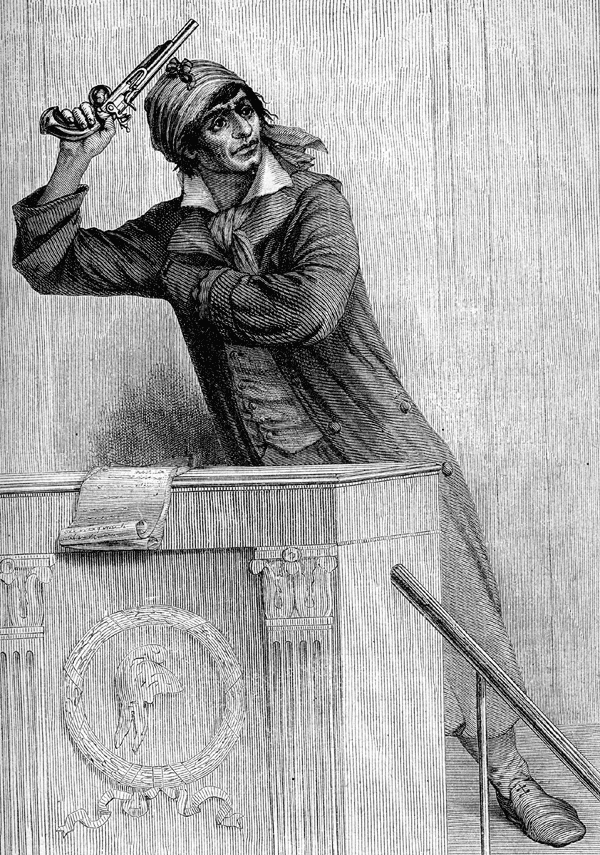
Viollatova kresba
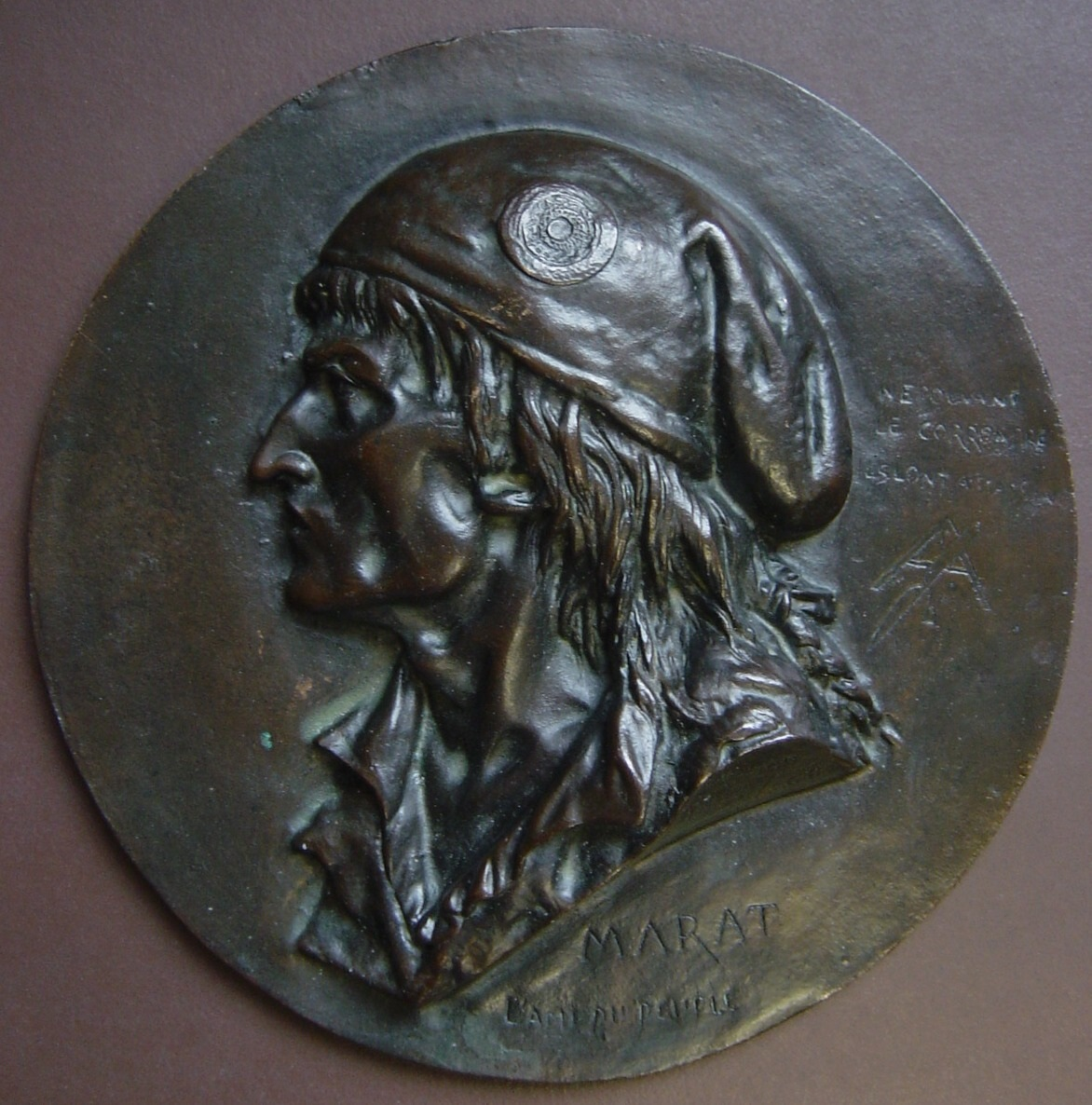
Buissonova medaile 1868
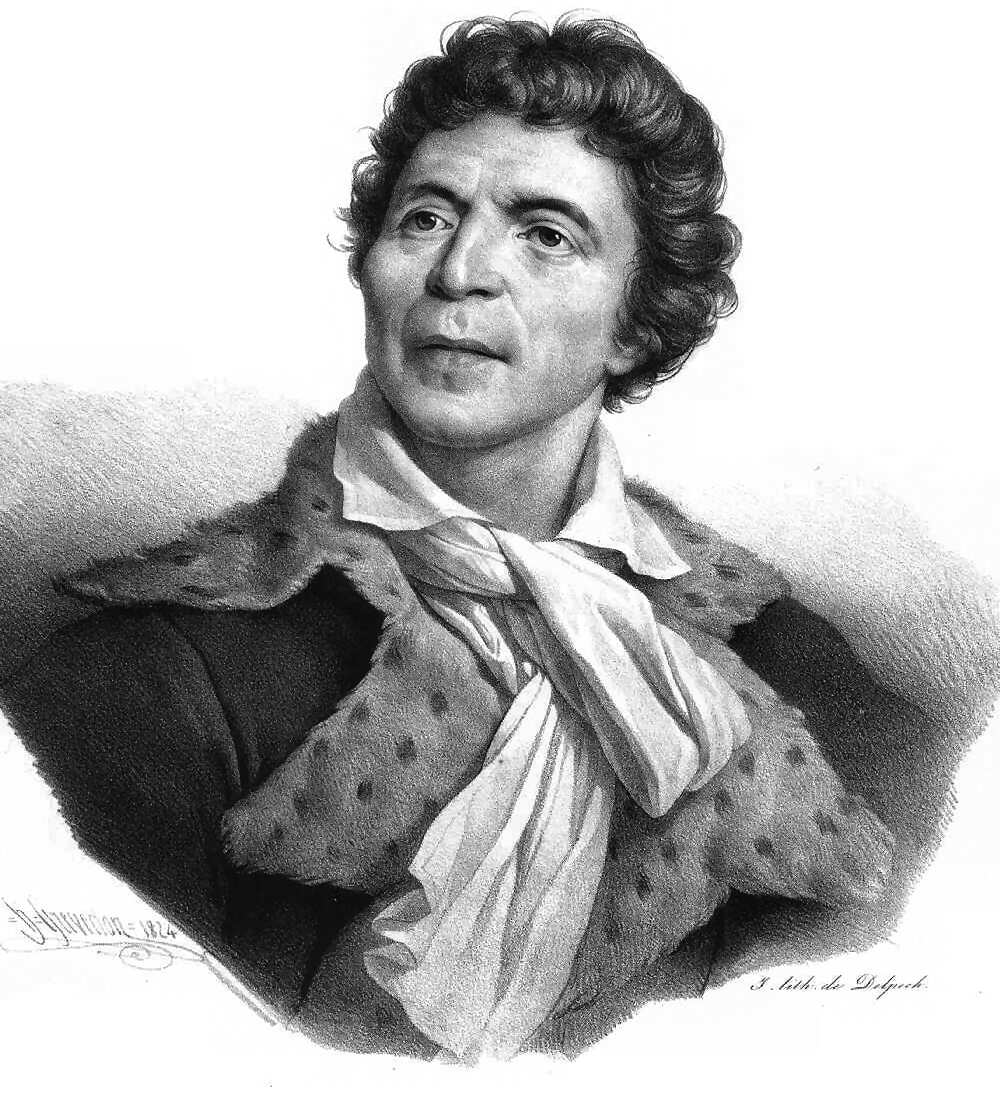